# Perutriel
Perutriel (latin: Burhinus superciliaris) er en mågevadefugl, der lever langs kysten i Peru og Ecuador i Sydamerika.